# Ann Augustine
Anate Augustine (30 de julio de 1988), más conocida por su nombre artístico Ann Augustine, es una actriz de cine indio que aparece en las películas de Malayalam. Ella es la hija del actor de Malayalam, Augustine. Ella hizo su debut en Elsamma Enna Aankutty de Lal Jose (2010).

## Primeros años
Estudió en la escuela Presentation Higher Secondary School en Calicut y más tarde en Carmel Girls High School en Thiruvananthapuram. En 2007 se graduó en psicología en Kristu Jayanti College, Bangalore. Actualmente estudia Psicología M.Sc en Jain University Bangalore.

## Vida personal
Ann Augustine se comprometió con el director de fotografía Jomon T. John. Su boda está prevista en 2013.

## Filmografía
| Año  | Película                   | Personaje            | Director         | Coestrella                             |
| ---- | -------------------------- | -------------------- | ---------------- | -------------------------------------- |
| 2010 | Elsamma Enna Aankutty      | Elsamma              | Lal Jose         | Kunchacko Boban                        |
| 2011 | Arjunan Saakshi            | Anjali Menon         | Ranjith Sankar   | Prithviraj, Biju Menon, Vijayaraghavan |
| 2011 | Three Kings                | Ranju                | V. K. Prakash    | Kunchacko Boban                        |
| 2012 | Ordinary                   | Anna                 | Sugeeth          | Kunchako Boban, Biju Menon             |
| 2012 | Vaadhyar                   | Hema                 | Nidheesh Shakthi | Jayasurya, Menaka                      |
| 2012 | Friday                     | Jincy                | Lijin Jose       | Fahad Fazil,Manu                       |
| 2012 | Poppins                    | Ann                  | V. K. Prakash    | Jayasurya, Kunchako Boban              |
| 2012 | Da Thadiya                 | Ann Mary Thadikkaran | Aashiq Abu       | Nivin Pauly, Sekhar Menon              |
| 2013 | Rebecca Uthup Kizhakkemala | Rebecca Uthup        | Sundar Das       | Jishnu, Sidharth Bharathan             |
| 2013 | SIM                        | Pooja                | Diphan           | Deepak Parambol                        |
| 2013 | Artist                     | Gayathri             | Shyamaprasad     | Fahad Fazil                            |
| 2015 | Nee-Na                     | Nalini               | Lal Jose         | Vijay Babu, Deepti Sati                |